# Joan Clarke
Joan Elisabeth Lowther Murray, MBE (født Clarke; 24. juni 1917 i West Norwood, død 4. september 1996 i Headington) var en britisk kryptoanalytiker og numismatiker, kendt for sit arbejde i Bletchley Park med at dekryptere meddelelser under Anden Verdenskrig, sammen med blandt andre Alan Turing.
I 1946 blev hun udnævnt til Member of the Order of the British Empire (MBE).
I filmen The Imitation Game fra 2014 blev hun spillet af Keira Knightley.